# Frédéric-Guillaume de Prusse
Frédéric-Guillaume de Prusse (en allemand : Friedrich Wilhelm Louis Ferdinand Hubertus Michael Kyrill Prinz von Preußen), né le 9 février 1939 à Berlin et mort le 29 septembre 2015 dans cette même ville, est un historien allemand et membre de la maison de Hohenzollern, dont sont issus les rois de Prusse et les empereurs allemands et démise à la fin de la Première Guerre mondiale.

## Origine et éducation
Frédéric-Guillaume de Prusse est le premier enfant et fils de Louis-Ferdinand de Prusse (1907-1994) et de son épouse Kira Kirillovna de Russie. Il est le premier arrière-petit-fils du Kaiser Guillaume II, qui meurt deux ans après sa naissance. Il passe sa petite enfance à Cadinen (en), en Prusse orientale, avant que sa famille ne s'installe définitivement après la Seconde Guerre mondiale dans l'ancienne ville hanséatique de Brême (Land de Brême), en 1947 et à partir de 1950 dans la maison de campagne Wümmehof (de), aujourd'hui classée monument historique, située à Borgfeld, un des quartiers à l'est de la ville.
Après avoir fréquenté le lycée public et bilingue Hermann-Böse (de) de Brême et obtenu son diplôme du pensionnat Schloss Plön (de), Frédéric-Guillaume étudie l'histoire à l'université d'Erlangen-Nuremberg. En février 1971, il soumet une thèse doctorale intitulée « La Fondation d'un empire au miroir des voix neutres de la presse », au professeur d'histoire et monarchiste convaincu Hans-Joachim Schoeps, et obtient son doctorat en histoire. Cependant, sur la base des informations fournies par le bibliothécaire de l'Université de Marbourg, Martin Winckler, une expertise est réalisée et conclut qu'il a plagié plus des deux tiers du contenu de sa thèse sur les œuvres de plusieurs autres auteurs. Son directeur de thèse engage donc une procédure de révocation du diplôme de doctorat de Frédéric-Guillaume de Prusse l'année suivante,. En 1981, ce dernier soumet de nouveau une thèse et obtient cette fois son doctorat en histoire à l'université Louis-et-Maximilien de Munich. Ses nouveaux directeurs de thèse sont Gerhard A. Ritter et Thomas Nipperdey. Dans sa nouvelle thèse, « Les Hohenzollern et le national-socialisme » (parue en 1985), il démontre les relations de sa famille avec le régime national-socialiste.

### Les Hohenzollern et le national-socialisme
Frédéric-Guillaume de Prusse, dans la thèse qu'il consacre à sa propre famille et qui est ensuite publiée, fait la preuve que le dernier empereur allemand et sa famille, et en premier lieu l’ancien prince héritier Guillaume de Prusse (son grand-père), s’accordaient à mépriser la République de Weimar et la démocratie naissante, espérant le rétablissement de la monarchie. Il rappelle dans cette thèse que dans les années de crise de la nouvelle république allemande et à partir de 1933 – quand les Nazis prirent le pouvoir –, les contacts entre les Hohenzollern et Adolf Hitler, ou les dignitaires de son régime, ne cessèrent de s'intensifier (jusqu'au Prinzenerlass).
L’attitude politique des Hohenzollern et surtout du prince héritier Guillaume, pendant la Machtergreifung en 1933, fit l’objet d’un débat agité en Allemagne en 2019, car les Hohenzollern – et en particulier le prince Georges-Frédéric de Prusse (neveu de Frédéric-Guillaume) qui fit depuis 2014 de nombreuses demandes d'indemnisation contre l'État (Entschädigungsforderungen der Hohenzollern) – se battaient avec les autorités allemandes, berlinoises et brandebourgeoises, et devant les tribunaux, pour la restitution de biens expropriés dans l'ancienne zone d’occupation soviétique et en ex-RDA.
Les prises de position de Frédéric-Guillaume de Prusse (mort en 2015), ainsi que les recherches et travaux récents de l'historien allemand Stephan Malinowski (de), auteur de la monographie Die Hohenzollern und die Nazis. Geschichte einer Kollaboration (2021), mettent en lumière la collaboration des Hohenzollern avec les Nazis, mettant un peu plus en difficulté le prince Georges-Frédéric de Prusse, dans sa quête pour la restitution par l'État allemand des anciens biens de leur famille et à laquelle celui-ci met fin en mars 2023.

## Mariages et enfants
En 1967, le prince Frédéric-Guillaume de Prusse épouse (en union morganatique) Waltraud Freydag (en) (1940-2010) à Plön. Ils divorcent en 1975, après avoir eu un fils :
- le prince Philipp-Kirill von Preußen (né en 1968), épouse Anna Christine Soltau. Ils sont parents de deux fils et quatre filles.

Frédéric-Guillaume se remarie (en union morganatique) en avril 1976 au château de Hohenzollern avec Ehrengard von Reden (née en 1943), une aristocrate d'origine hanovrienne. Ils divorcent en 2002, après avoir eu trois enfants : 
- le prince Friedrich-Wilhelm von Preußen (né en 1979), épouse la baronne Anna Catharina von Salza und Lichtenau. Ils sont parents d'un fils et une fille.
- la princesse Viktoria-Luise von Preußen (née en 1982), épouse Ferdinand, prince héréditaire zu Leiningen. Ils sont parents de deux filles.
- le prince Joachim-Albrecht von Preußen (né en 1984), épouse la comtesse Angelina von Solms-Laubach. Ils sont parents d'une fille et un fils.

En mars 2004, après que la Cour constitutionnelle fédérale se soit prononcée en sa faveur, à la suite de sa contestation du testament paternel, il se marie – pour la troisième fois – avec Sibylle Gabriele Kretschmer (née en 1952), une artiste plasticienne berlinoise, membre de la Verein der Berliner Künstlerinnen (VdBK 1867). Ils n'ont aucune descendance.

## Ordre de succession
En 1938, le prince héritier Guillaume de Prusse (le grand-père de Frédéric-Guillaume), signe un contrat de succession avec son fils Louis-Ferdinand "Ier" (1907-1994), âgé d'environ vingt-et-un ans, et l'ancien empereur Guillaume II. Ce contrat stipule, entre autres, qu'aucun prince de Prusse ne pourra dorénavant conserver et transmettre ses titres dynastiques et droits de succession s'il contracte un mariage inégal, c'est-à-dire avec une personne non issue d'une famille souveraine ou de haute noblesse.[réf. nécessaire] De l'avis de son père, Frédéric-Guillaume n'a pas respecté cette loi et il est donc exclu de l'ordre de succession à l'ancien trône d'Allemagne et de Prusse. Frédéric-Guillaume et son frère cadet Michel de Prusse, également écarté de la succession dynastique pour mariage inégal, acceptent d'abord ce règlement. Leur père, Louis-Ferdinand "Ier", choisit dès lors son petit-fils Georges-Frédéric de Prusse comme futur chef de la maison de Prusse, le père de Georges-Frédéric, Louis-Ferdinand "II", étant décédé en 1977.
Lorsque Frédéric-Guillaume réclame, à la mort de son père en 1994, un certificat d'héritage en tant que seul héritier de son grand-père, le prince héritier Guillaume de Prusse[réf. nécessaire], le tribunal de district de Hechingen convient d'abord que cette demande est légitime (puisqu'en résonance avec la loi interne de la famille de Prusse, qui veut qu'il y ait un seul héritier, « le détenteur de la couronne » ou l'aîné et légataire universel des biens de la famille).
Après que la Cour fédérale de justice d'Allemagne a déclaré valide la clause « d'égalité » (à laquelle sont soumis les princes de la famille de Prusse) en 1998, la Cour constitutionnelle fédérale se prononce cependant en sa faveur en 2004, déclarant que les règles sur l'égalité dans l'héritage sont soumises aux dispositions de la Loi fondamentale de la République fédérale d'Allemagne et non plus sur des lois internes aux familles,. La Cour constitutionnelle fédérale déclare la loi interne des Hohenzollern sans objet : « La Constitution de l'Empire allemand du 16 avril 1871 a été abrogée (art. 178 al. 1 Constitution de Weimar). L'article 81, paragraphe 1, de la constitution prussienne a abrogé la Constitution du 31 janvier 1850. Dans le même temps, les lois internes de l'ancienne famille impériale et royale au pouvoir sont devenues sans objet en termes de droit constitutionnel ».
Bien que le contrat de 1938 soit donc réputé invalide, Georges-Frédéric de Prusse (né en 1976) reste le seul héritier dynastique et le principal héritier des biens de son grand-père, Louis-Ferdinand de Prusse (1907-1994), tout en devant des parts obligatoires, dites réserve héréditaire, aux frères et sœurs de son père, dont Frédéric-Guillaume de Prusse.

## Publications
- Comme éditeur : Preussens Könige, Bertelsmann, Gütersloh 1971,  (ISBN 978-3-5700-2028-9).
- La Fondation d'un empire par Bismarck et à l'étranger, Göttinger Verlagsanstalt, Göttingen 1972 (thèse, université d'Erlangen-Nuremberg).
- Les Hohenzollern et le national-socialisme, 1984 (thèse, université de Munich, 1984).
- La Maison Hohenzollern 1918-1945. Langen Müller, Munich 1985,  (ISBN 978-3-7844-2077-6). Dans la deuxième édition comme Dieu aide notre patrie. La Maison Hohenzollern 1918-1945. Avec 61 pages de documents, Langen Müller, Munich 2003,  (ISBN 978-3-7844-2908-3) .
- ... tant que nous sommes deux. Friedrich le Grand et Wilhelmine Margravine de Bayreuth en lettres, Herbig, Munich 2003.
- Avec Sibylle, princesse de Prusse : L'amour du roi. Frédéric le Grand. Ses carillons éoliens et autres passions, Siedler, Munich 2006.
- Avant-propos dans : Friedrich-Wilhelm c. Oppeln-Bronikowski : Friedrich c. Oppeln-Bronikowski 1873-1936. Officier, traducteur, écrivain, journaliste et militant contre l'antisémitisme en République de Weimar. Sa vie et son œuvre, C. A. Starke, Limbourg 2009.
- Je te remercie avant la cure et laisse la nature régner - Friedrich II Un patient éclairé, don annuel de l'association des musées im Schloss Pyrmont e. V., Bad Pyrmont 2005.
- 1912 - Kaiser Wilhelm II accompagné de ses fils, dans Les photos des Allemands, Munich 2005.
- Modèles : les Allemands célèbres disent qui est important pour eux, Marix-Verlag, Wiesbaden 2007,  (ISBN 978-3-86539-147-6).
- Kira princesse de Prusse (1909-1967), dans Antje Leschonski (éd.), Anne, Lilly et Régine - 30 portraits de femmes de Brandebourg-Prusse, Berlin 2009.
- Avec Sibylle Princesse de Prusse : Frédéric le Grand. Du traitement décent des animaux, MatrixMedia Verlag, Göttingen 2012,  (ISBN 978-3-932313-47-9).

## Fonctions honorifiques
- Membre honoraire du Förderverein Schloss & Garten Schönhausen e. V., Berlin[14].
- Président d'honneur et membre d'honneur de l'Atelier culturel européen (EKW) Berlin-Vienne[15].
- Conseil d'administration du Metropolitny Orchestra Bratislava[16].
- Patronage / président du conseil d'administration du Elblandfestspiele Wittenberge (Festival Elbland de Wittenberge (de)).
- Membre de la Société des Amis de l'Académie des arts de Berlin[17].